# Whitwell, Isle of Wight
Whitwell är en ort i civil parish Niton and Whitwell, Storbritannien. Den ligger i grevskapet Isle of Wight och riksdelen England, i den södra delen av landet, 130 km sydväst om huvudstaden London. Whitwell ligger 77 meter över havet och antalet invånare är 578. Den ligger på ön Isle of Wight. Whitwell var en civil parish fram till 1933 när blev den en del av Niton och Ventnor. Civil parish hade 636 invånare år 1931.
Terrängen runt Whitwell är platt norrut, men söderut är den kuperad. Havet är nära Whitwell åt sydost.  Närmaste större samhälle är Newport, 11,6 km norr om Whitwell. 